# Shineray Group
Shineray Group (кит. 鑫源集团) — китайская автомобилестроительная компания со штаб-квартирой в Чунцине, основанная в 1997 году.

## SRM Shineray
SRM Shineray — бренд компании Shineray Group, который сотрудничает с Brilliance Automotive. Компания Brilliance Automotive, в свою очередь, продаёт лёгкие коммерческие автомобили под брендом Jinbei. Ранее у SRM были рабочие отношения с FAW.
В октябре 2020 года была представлена модель DST Shenzhou No.5 (DST神州5号) от Hangtianshenzhou Automobiles (航天神州汽车) на основе SRM Shineray Haoyun No.1, при этом модель была заменена, несмотря на то, что она всё ещё имела логотип SRM Shineray.

## Продукция
Автомобили SRM Shineray являются ребеджингами автомобилей Jinbei.

### Микровэны
- SRM Shineray E3/SRM Shineray E3L
- SRM Shineray X30L
- SRM Shineray X30LEV
- SRM Shineray Haoyun No.1
- SRM Shineray Haoyun No.2
- SRM Shineray Small Haise EV
- SRM Jinhaishi M
- SRM Jinhaishi

### Грузовые автомобили
- SRM Shineray T20S
- SRM Shineray T20EV
- SRM Shineray T22S
- SRM Shineray T30S
- SRM Shineray T32S
- SRM Shineray T50EV

### Мотоциклы
- Shineray XY50
- Shineray XY100
- Shineray XY125
- Shineray XY150
- Shineray XY200
- Shineray XY250
- Shineray XY400
- Shineray XY650